# Tubeufia helicomyces
Tubeufia helicomyces är en svampart som beskrevs av Höhn. 1909. Tubeufia helicomyces ingår i släktet Tubeufia och familjen Tubeufiaceae.  Arten är reproducerande i Sverige. Inga underarter finns listade i Catalogue of Life.